# محمد المنهالي (لاعب كرة قدم مواليد 1990)
محمد صالح برغش المنهالي (مواليد 27 أكتوبر 1990) لاعب كرة قدم إماراتي يجيد اللعب في الدفاع.
لعب لأندية الجزيرة وبني ياس و الوحدة و النصر.

## روابط خارجية
- محمد برغش على موقع إي إس بي إن إف سي (الإنجليزية)
- محمد برغش على موقع ناشيونال فوتبول تيمز (الإنجليزية)
- محمد برغش على موقع Soccerway.com (الإنجليزية)
- محمد برغش على موقع عالم كرة القدم.نت (الإنجليزية)